# Molophilus aciferus
Molophilus aciferus là một loài ruồi trong họ Limoniidae. Chúng phân bố ở miền Australasia.